# Hans Ytterberg
Hans Ytterberg, född 1956, är en svensk jurist och ämbetsman, som haft ledande roller i arbete mot diskriminering bland annat på grund av sexuell läggning. Han var 2011–2020 generaldirektör för Statens haverikommission. Sedan 2016 har han varit ordförande i Nämnden mot diskriminering.

## Biografi
Ytterberg utbildades till jurist vid Stockholms universitet.  Han förordnades 1996 som hovrättsassessor i Svea hovrätt. Därefter har han arbetat som föredragande i riksdagens EU-nämnd och som rättssakkunnig vid Justitiedepartementet. Mellan 1999 och 2009 var han Ombudsmannen mot diskriminering på grund av sexuell läggning, HomO.
Ytterberg har uppträtt som biträdande ombud i Europadomstolen för de mänskliga rättigheterna och i EU-domstolen. Han var svensk ledamot i styrelsen för EU:s övervakningscenter mot rasism och främlingsfientlighet och EU:s byrå för grundläggande rättigheter, i Wien åren 2004–2007. I Europarådet var han 2009–2010 ordförande i ministerrådets expertkommitté mot diskriminering på grund av sexuell läggning eller könsidentitet. Han har haft uppdrag av regeringen som särskild utredare om införandet av ny lagstiftning mot diskriminering i form av bristande tillgänglighet för personer med funktionsnedsättning och om utvärdering av regeringens nationella arbete för mänskliga rättigheter.
Han var ordförande i RFSL under åren 1988–1991. Mellan 2005 och 2012 var han styrelseledamot i Arbetsrättsliga föreningen.